# John Tylney, II conte Tylney
John Tylney, II conte Tylney (1712 – Napoli, 17 settembre 1784) è stato un nobile e politico inglese.

## Biografia
Terzogenito di Richard Child, I conte Tylney, e della moglie Dorothy, John Tylney nacque nel settembre 1712 e fu battezzato il 22 ottobre. Studiò alla Westminster School e poi al Christ Church dell'Università di Oxford.
Alla morte del padre nel 1750, Tylney ereditò il titolo e Wanstead House. Nelle elezioni generali del 1761 fu eletto membro del parlamento per Malmesbury. Poco dopo fu travolto da uno scandalo di natura omosessuale, quando, come afferma Jeremy Bentham, fu colto in flagrante mentre si dedicava all'"amore alla maniera di Tiberio con due dei suoi servitori allo stesso tempo". Tylney fu costretto a fuggire in Italia e si trasferì prima a Firenze e poi a Napoli, ove morì nel 1784.